# Itihasa

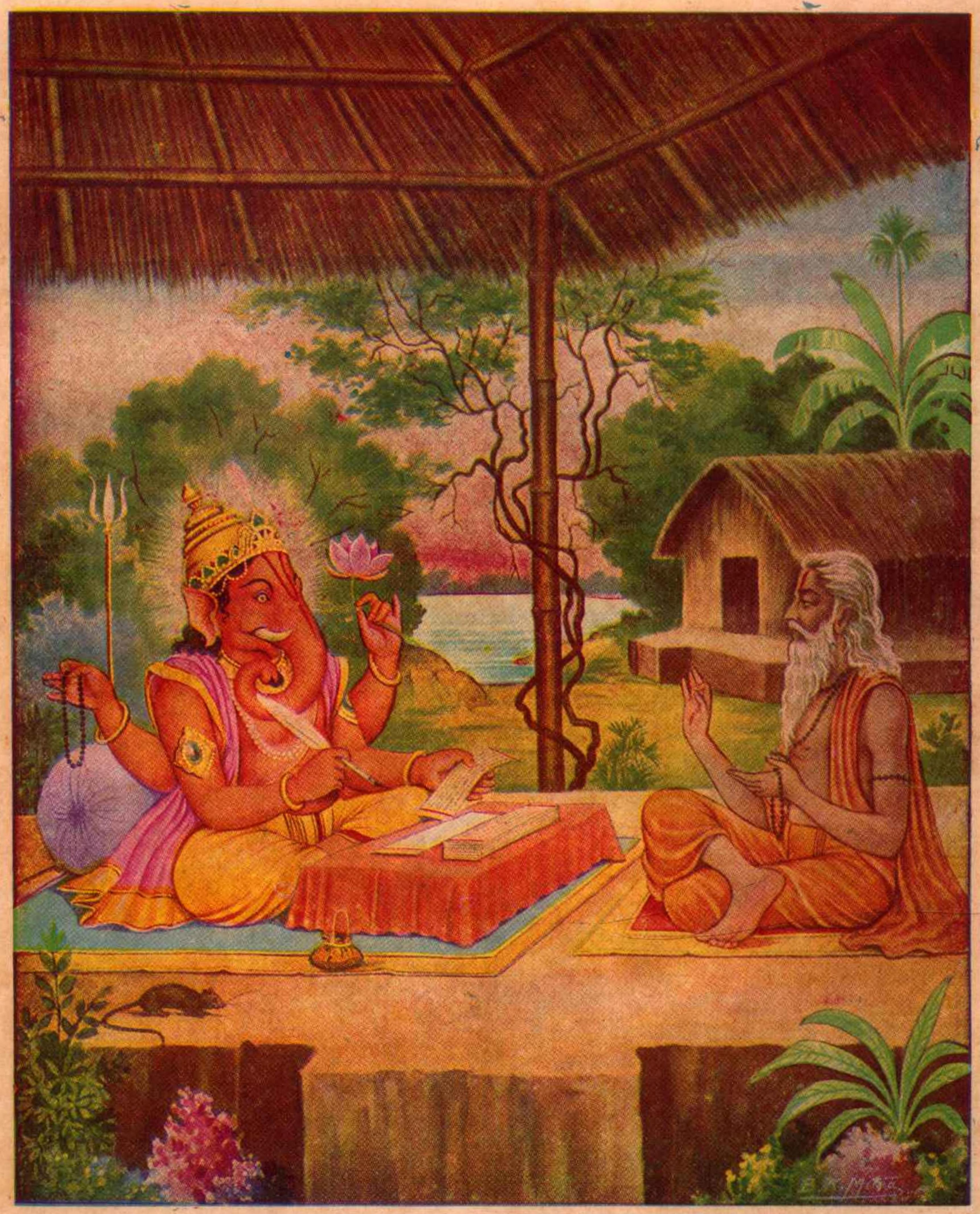
Representació de la deïtat Ganeixa.

Itihasa o poesia èpica índia (en sànscrit: Itihāsa, "esdeveniment històric", definit per Amarakosha (I.6.4) es refereix als purvavritta, és a dir, esdeveniments del passat. A l'era vèdica, aquelles parts dels Brahmanas que narraven esdeveniments dels dies passats eren coneguts com a itihasa i tenien alguna importància ritual. Les recitacions del itihasa-purana en les nits del pariplava eren part del ritual Asvamedha. Més tard, les connotacions del terme s'ampliaren per cobrir totes les narratives relacionades amb esdeveniments del passat – que parcialment eren fets i parcialment mites